# Anghiari
Anghiari é uma comuna italiana da região da Toscana, província de Arezzo, com cerca de 5.847 habitantes. Estende-se por uma área de 130 km², tendo uma densidade populacional de 45 hab/km². Faz fronteira com Arezzo, Caprese Michelangelo, Citerna (PG), Monterchi, Pieve Santo Stefano, Sansepolcro, Subbiano.
Pertence à rede das Aldeias mais bonitas de Itália e à rede das Cidades Cittaslow.

## Demografia
| Variação demográfica do município entre 1861 e 2011                               |
|                                                                                   |
| Fonte: Istituto Nazionale di Statistica (ISTAT) - Elaboração gráfica da Wikipedia |